# فیروزآباد (زز و ماهرو)
فیروزآباد یک روستا در ایران است که در دهستان زز شرقی شهرستان الیگودرز واقع شده‌است. فیروزآباد ۲۳۷ نفر جمعیت دارد.